# Nîjnea Velesnîțea, Colomeea
Nîjnea Velesnîțea (în ucraineană Нижня Велесниця) este un sat în comuna Vînohrad din raionul Colomeea, regiunea Ivano-Frankivsk, Ucraina.

## Demografie
Componența lingvistică a localității Nîjnea Velesnîțea
     Ucraineană (99,17%)
     Alte limbi (0,83%)
Conform recensământului din 2001, majoritatea populației localității Nîjnea Velesnîțea era vorbitoare de ucraineană (99,17%), existând în minoritate și vorbitori de alte limbi.